# Teissòde
Teissòde (en francès Teyssode) és un municipi francès situat al departament del Tarn i a la regió d'Occitània.

## Situació

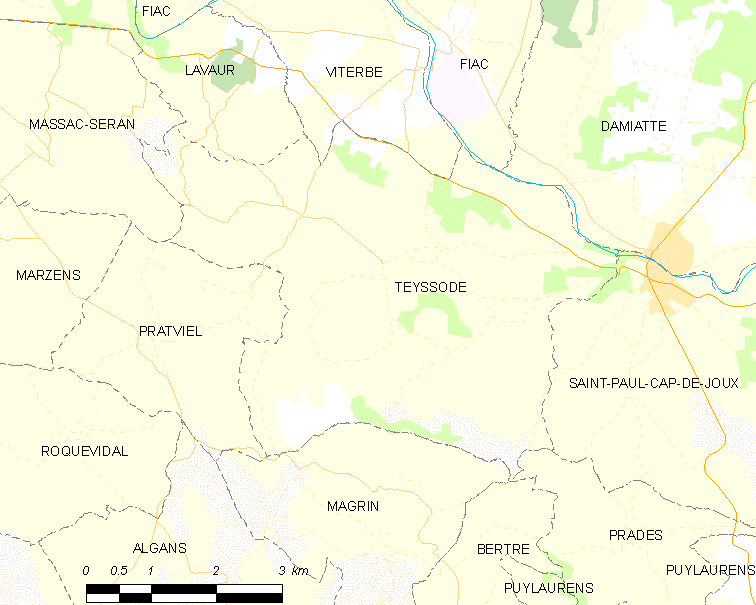
Mapa de la comuna de Teissòde

| La Vaur        | Vitèrba Fiac | Damiata                  |
| Maçac Pratviel |              | Sant Pau del Cabdal Jòus |
|                | Magrinh      | Pradas                   |

## Administració i política
| Període   | Identitat       | Partit |
| --------- | --------------- | ------ |
| 2001-2014 | Michel Fabriès  |        |
| 2014-2020 | Daniel Castagné |        |
| 2020-     | Francis Moulet  |        |

## Demografia

Població 1962-2008

| 1962                                       | 1968 | 1975 | 1982 | 1990 | 1999 | 2007 |
| ------------------------------------------ | ---- | ---- | ---- | ---- | ---- | ---- |
| 365                                        | 442  | 373  | 359  | 330  | 338  | 346  |
| Des de 1962: població sense dobles comptes |      |      |      |      |      |      |

## Llocs d'interès
- Església de Sant Pere ;
- Església de Sant Germeri.